# 1715 au théâtre
| Années du théâtre : 1712 - 1713 - 1714 - 1715 - 1716 - 1717 - 1718    |
| Décennies du théâtre : 1680 - 1690 - 1700 - 1710 - 1720 - 1730 - 1740 |

## Événements
- Retour sur scène de Philippe Poisson à Paris après sa retraite initiale quatre ans plus tôt.
- Le peintre français Jacques Vigoureux Duplessis prend la direction du Théâtre de La Monnaie à Bruxelles.

## Pièces de théâtre publiées
- Le Télémaque travesti de Marivaux.

## Pièces de théâtre représentées
- 19 avril : La Ceinture de Vénus d'Antoine Houdar de La Motte et Jean-Joseph Mouret au château de Sceaux
- 19 avril : Apollon et les muses d'Antoine Houdar de La Motte et Jean-Joseph Mouret au château de Sceaux
- 20 juillet : La fausse Veuve, ou le Jaloux sans Jalousie de Philippe Néricault Destouches
- 15 novembre : Marius à Cirthe de Charles-Jean-François Hénault et Gilles de Caux de Montlebert
- 26 novembre : Les Batailles de Coxinga, spectacle de marionnettes de Chikamatsu Monzaemon, à Osaka ; elle est jouée pendant dix-sept mois d'affilée.

- La Coquette de village, ou Le lot supposé de Charles Dufresny
- Caton d’Utique de François-Michel-Chrétien Deschamps
- Le Médisant de Philippe Néricault Destouches
- Théoné d'Antoine de Laroque

## Naissances
- 8 juin : Adrien-Joseph Le Valois d'Orville, librettiste français, mort en 1780.
- Date précise inconnue : 
  - Antoine Jean Sticotti, comédien, dramaturge et théoricien du théâtre français, originaire du Frioul, mort en 1772.

## Décès
- 2 septembre : Anne Mauduit de Fatouville, dit Nolant de Fatouville, dramaturge français, auteur de pièces pour la Comédie-Italienne à Paris.
- 31 décembre : William Wycherley, dramaturge anglais, baptisé le 8 avril 1641.